# Patrick Mahomes
Patrick Lavon Mahomes II (n. 17 septembrie 1995, Tyler, Texas, SUA) este un jucător de fotbal american care evoluează pe postul de quarterback la echipa Kansas City Chiefs din National Football League. A devenit de trei ori campion în NFL, câștigând alături de Chiefs Super Bowl LIV, LVII și LVIII, respectiv finalele sezoanelor 2019, 2022 și 2023. În fiecare dintre finale, a fost desemnat MVP, cel mai bun jucător al partidei. De asemenea, a fost în două rânduri desemnat MVP-ul sezonului regulat, în sezoanele 2018 și 2022.

## Copilărie
Patrick Lavon Mahomes este fiul lui Pat Mahomes, fost jucător profesionist de baseball, și al lui Randi Mahomes.
În liceu, la Whitehouse High School din Whitehouse, în statul Texas, a jucat fotbal american, baseball și baschet.. În ultimul an de liceu, în fotbal american, pe postul de quarterback, a reușit pase de 4.619 de yarzi și a pasat pentru 50 de touchdown-uri, alergând la rândul său 948 de yarzi și reușind personal 15 touchdownuri.

## Cariera universitară
În 2014, a devenit student la Universitatea Texas Tech și a fost titular al echipei de fotbal american a Universității încă din primele meciuri ale sezonului, după accidentarea titularului David Webb. În paralel, a jucat și pentru echipa de baseball. La 22 octombrie 2016, a stabilit un record al Campionatului NCAA (Campionatul Universitar) cu 819 yarzi câștigați într-un singur meci.

## Cariera profesionistă
În draftul NFL din 2017, Mahomes a fost selecționat de Kansas City Chiefs în prima rundă, din poziția a zecea. Opțiunea aparținuse echipei Buffalo Bills care însă făcuse un schimb cu Chiefs pentru două alegeri în același draft, una din prima rundă și alta din runda a treia, precum și o alegere din prima rundă a draftului 2018.
La 20 iulie 2017, Mahomes a semnat cu Chiefs un contract garantat pentru patru ani pentru suma de 16,42 milioane de $, incluzând o primă la semnătură de 10,08 milioane de $. A fost prima dată titular la Chiefs în săptămâna a 17-a a sezonului 2017, când titularul Alex Smith a fost odihnit. Chiefs au învins pe Denver Broncos cu 27-24. Mahomes a avut 22 pase reușite din 35 de încercări, cu 284 de yarzi câștigați, dar și o intercepție. La 8 ianuarie 2018, la două zile după eliminarea din runda wild-card a acelui sezon, Chiefs au anunțat că vor renunța la Alex Smith, iar Mahomes va deveni titular din sezonul 2018. În primul sezon ca titular, a adunat peste 5.000 de yarzi câștigați, doar al șaptelea quarterback din istoria NFL cu o astfel de performanță. Chiefs au încheiat sezonul regulat cu bilanțul 12-4 și s-au calificat în playoff unde au trecut în runda Divizională de Indianapolis Colts cu 31-13, prima victorie în playoff pentru Chiefs din 1993. Însă în finala Conferinței AFC, Chiefs au fost învinși de New England Patriots care ulterior a câștigat și Super Bowl.

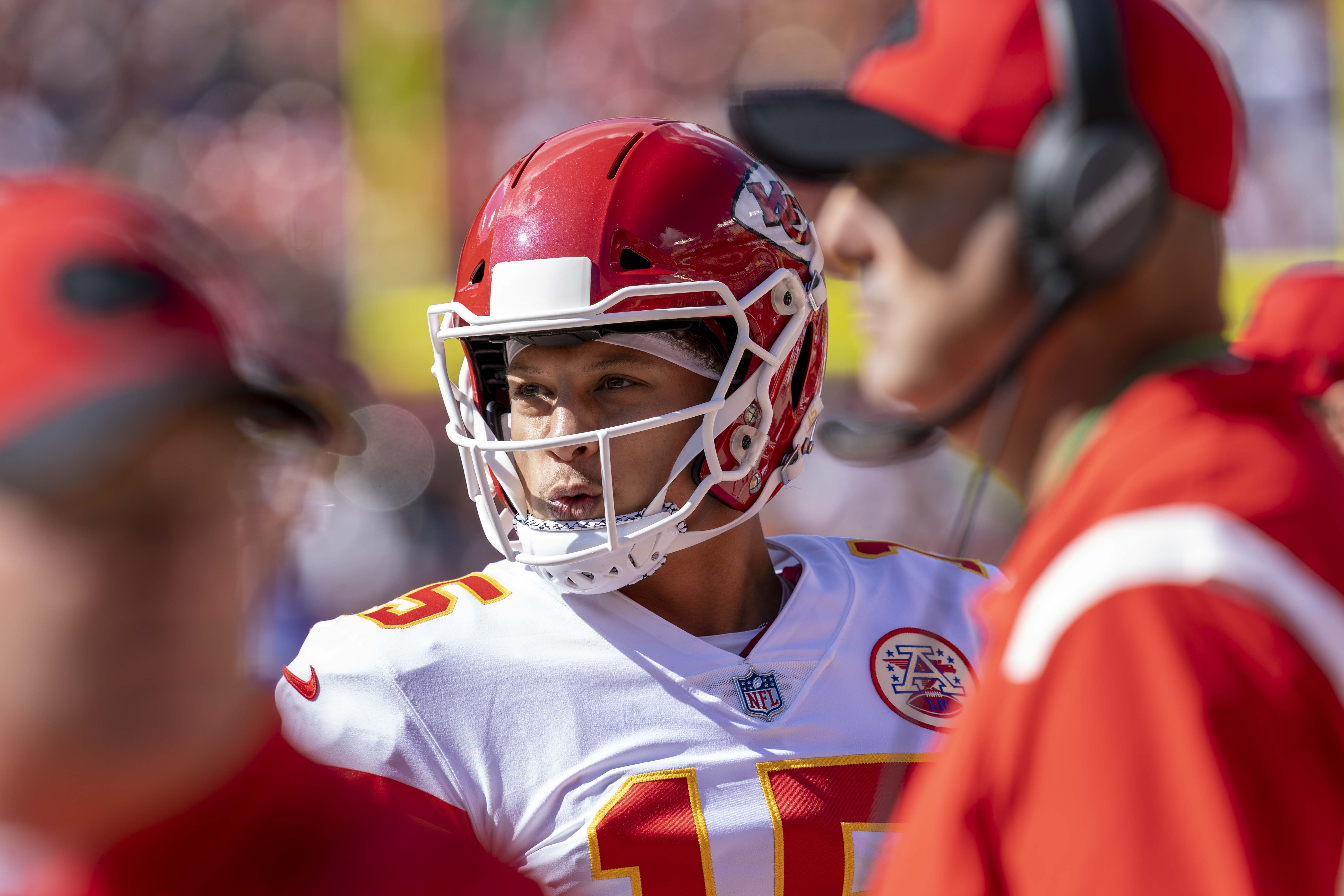
Mahomes în 2021

În sezonul 2019, Mahomes a condus pe Chiefs spre triumful în Super Bowl, scor 31-20 în finala cu San Francisco 49ers, la Miami, doar al doilea titlu din istoria francizei din Kansas City, după cel din sezonul 1969. A urmat un nou sezon excelent, cu a doua apariție consecutivă în Super Bowl, de această dată Chiefs fiind învinși de Tampa Bay Buccanneers, meci jucat chiar în Tampa Bay.
La 12 martie 2021, Mahomes a semnat un nou contract cu Chiefs, valabil pentru zece sezoane, permițând o restructurare a salariului și astfel clubul a câștigat 17 milioane de dolari spațiu în „salary cap”. A urmat un nou sezon bun pentru echipa din Kansas City care a ajuns din nou în finala Conferinței AFC, unde însă a pierdut cu 27–24 meciul cu Cincinnati Bengals.
Sezonul 2022 i-a adus lui Mahomes al doilea trofeu de MVP al sezonului regulat, iar Kansas City a mers din nou până la capăt, câștigând din nou Super Bowl, acum cu 38-35 contra echipei Philadelphia Eagles. Sezonul 2023 a adus o nouă dominație din partea Kansas City care a ajuns în al doilea Super Bowl consecutiv și a devenit prima echipă de la New England Patriots în 2003-2004 care să câștige două titluri consecutive de campioană după o nouă victorie în fața lui San Francisco 49ers. Chiefs au fost conduși cu 10-0, dar au revenit, iar în prelungiri Mahomes a dus un atac până la touch-down, echipa sa câștigând cu 25-22.

## Viața personală

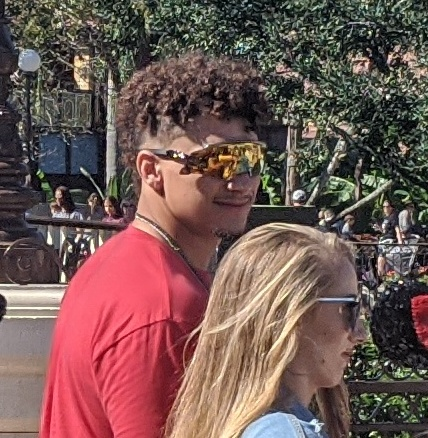
Mahomes și soția sa, Brittany

Patrick Mahomes este căsătorit cu Brittany Matthews, iubita sa din liceu. Mahomes a cerut-o în căsătorie la 1 septembrie 2020, chiar în ziua în care a primit inelul de campion NFL. La 29 septembrie 2020, cei doi au anunțat că așteaptă primul lor copil, o fetiță care s-a născut la 20 februarie 2021. Patrick și Brittany s-au căsătorit la 12 martie 2022. Pe 28 noiembrie 2022, s-a născut al doilea lor copil, un băiat.
În sezonul 2022, Mahomes a acceptat să fie înregistrat în permanență, și în timpul meciurilor și în viața privată, făcând astfel parte din primul sezon al serialului Quarterback produs de Netflix, alături de alți doi jucători din NFL, Kirk Cousins și Marcus Mariota.

## External links
Materiale media legate de Patrick Mahomes la Wikimedia Commons
- Patrick Mahomes pe Twitter
- Kansas City Chiefs bio
- Texas Tech football bio
- Texas Tech baseball bio
- Texas Tech baseball stats